# موزه هنر کلیولند
موزه هنر کلیولند (انگلیسی: Cleveland Museum of Art) یک موزه هنر در کلیولند، اوهایوست که بیشتر به خاطر آثار بااهمیت آسیایی و مصری شهرت دارد.
مجموعه‌آثار این موزه بالغ بر ۴۵۰۰ اثر هنری از سراسر جهان است.
این موزه همه روزه از ساعت 10:00 a.m. صبح تا 5:00 p.m. بعد از ظهر باز است. به جز دوشنبه.

## نگارخانه

پیک‌نیک در کوهستان حوالی ۱۵۵۰ تا ۱۶۰۰ م. منسوب به محمدی هروی
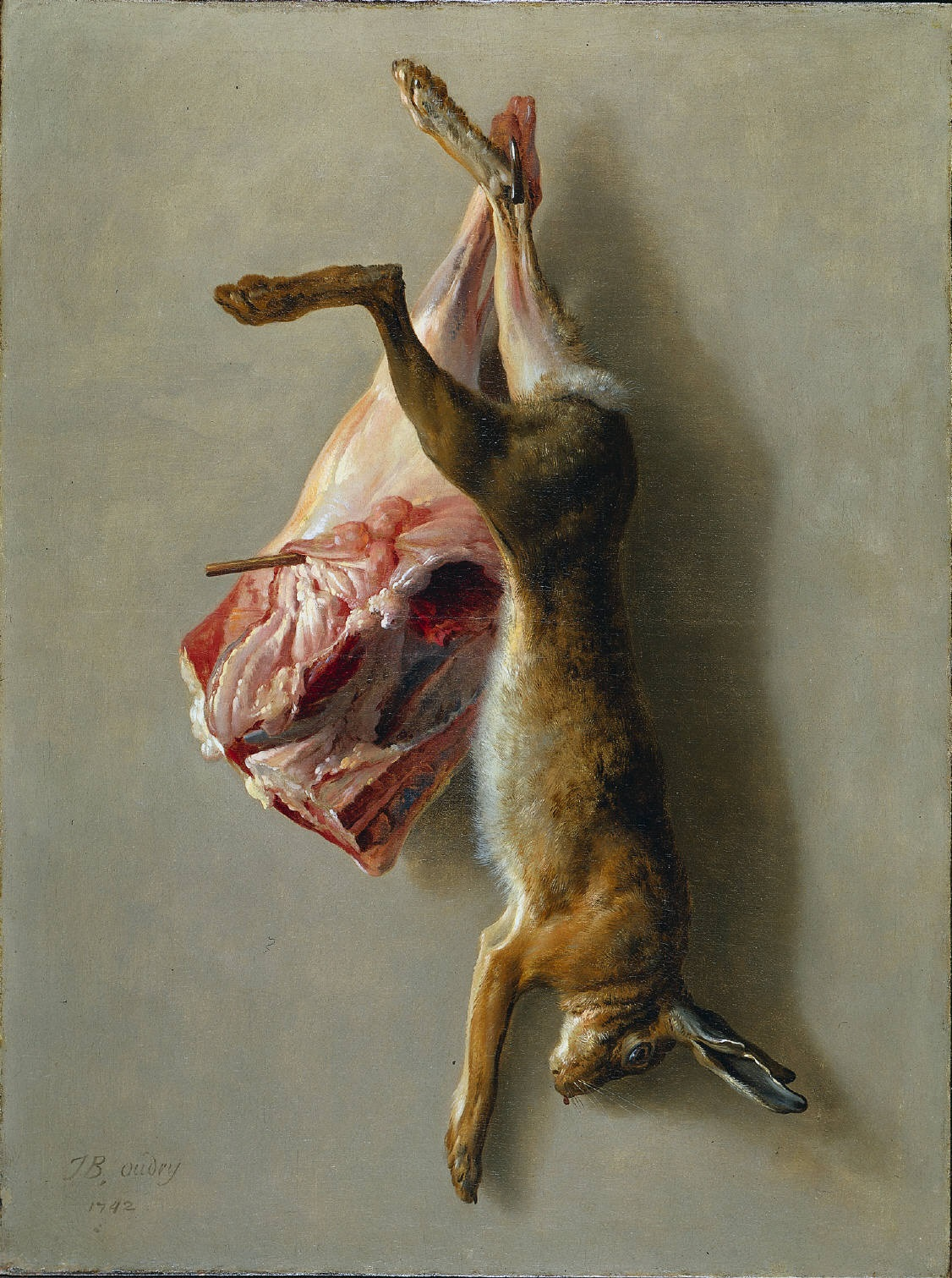
طبیعت بی‌جان با خرگوش و ران بره رنگ‌روغن روی بوم، ۱۷۴۲ م. اثر ژان-بتیست اودری
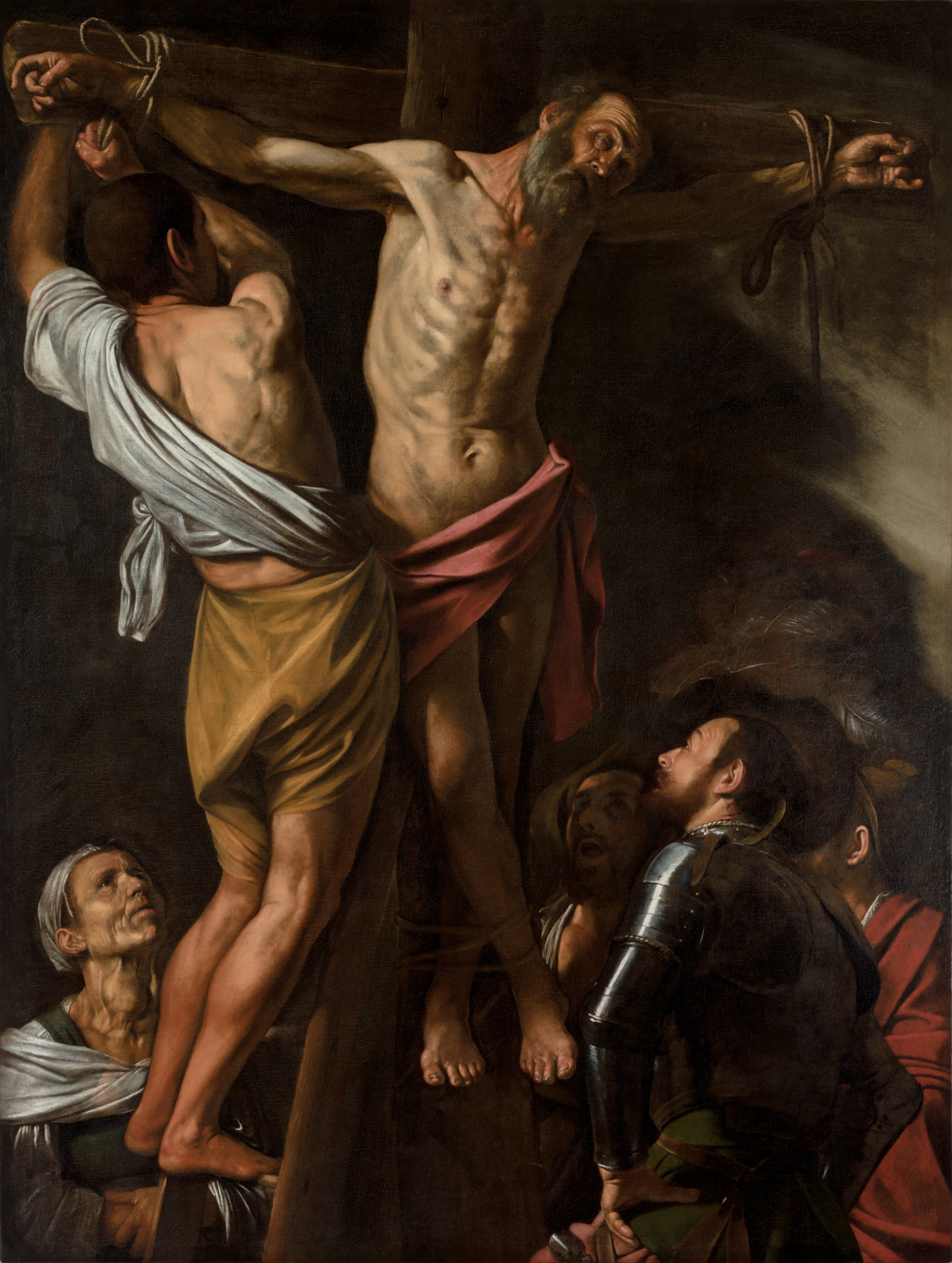
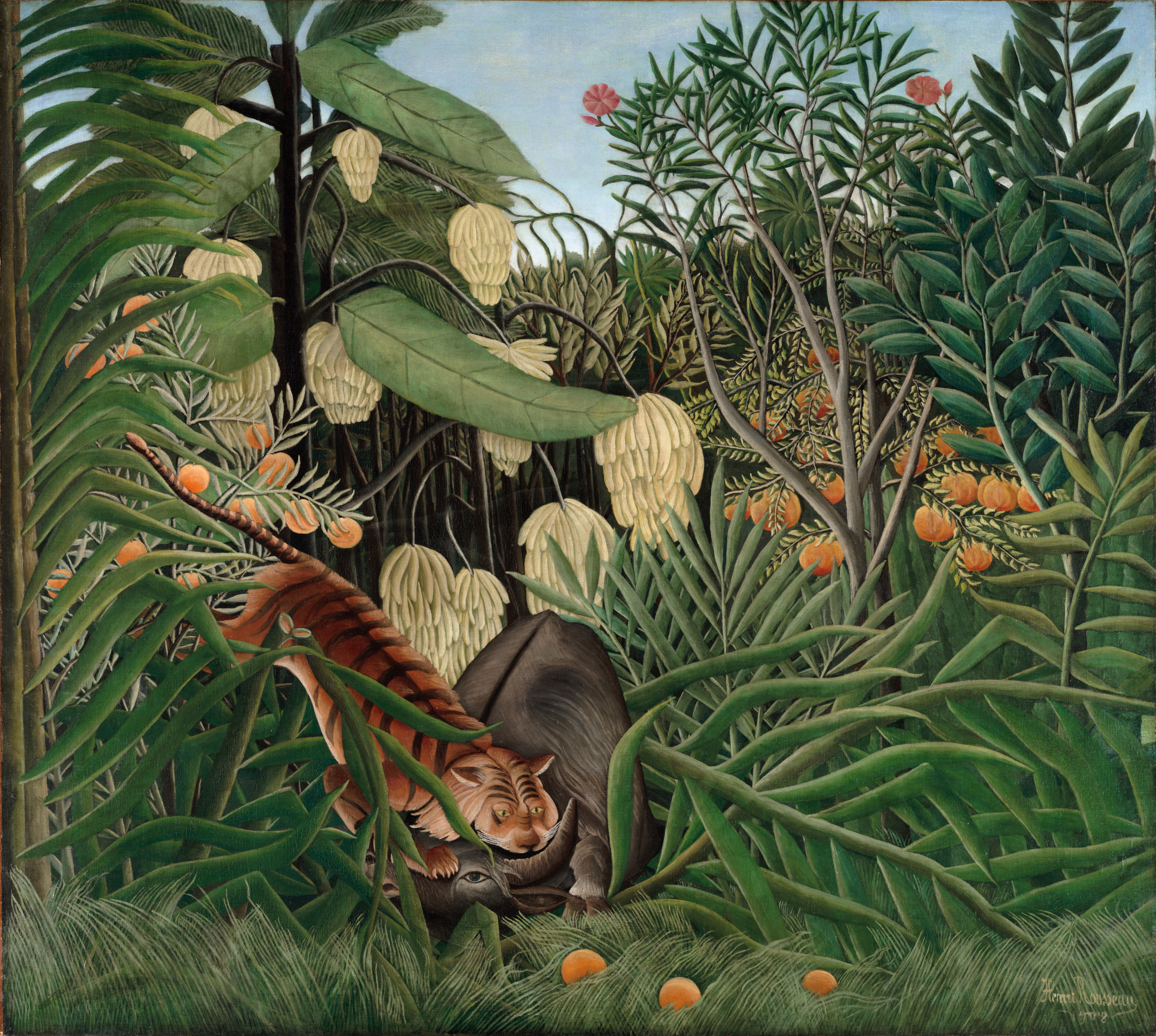
نبرد ببر و بوفالو
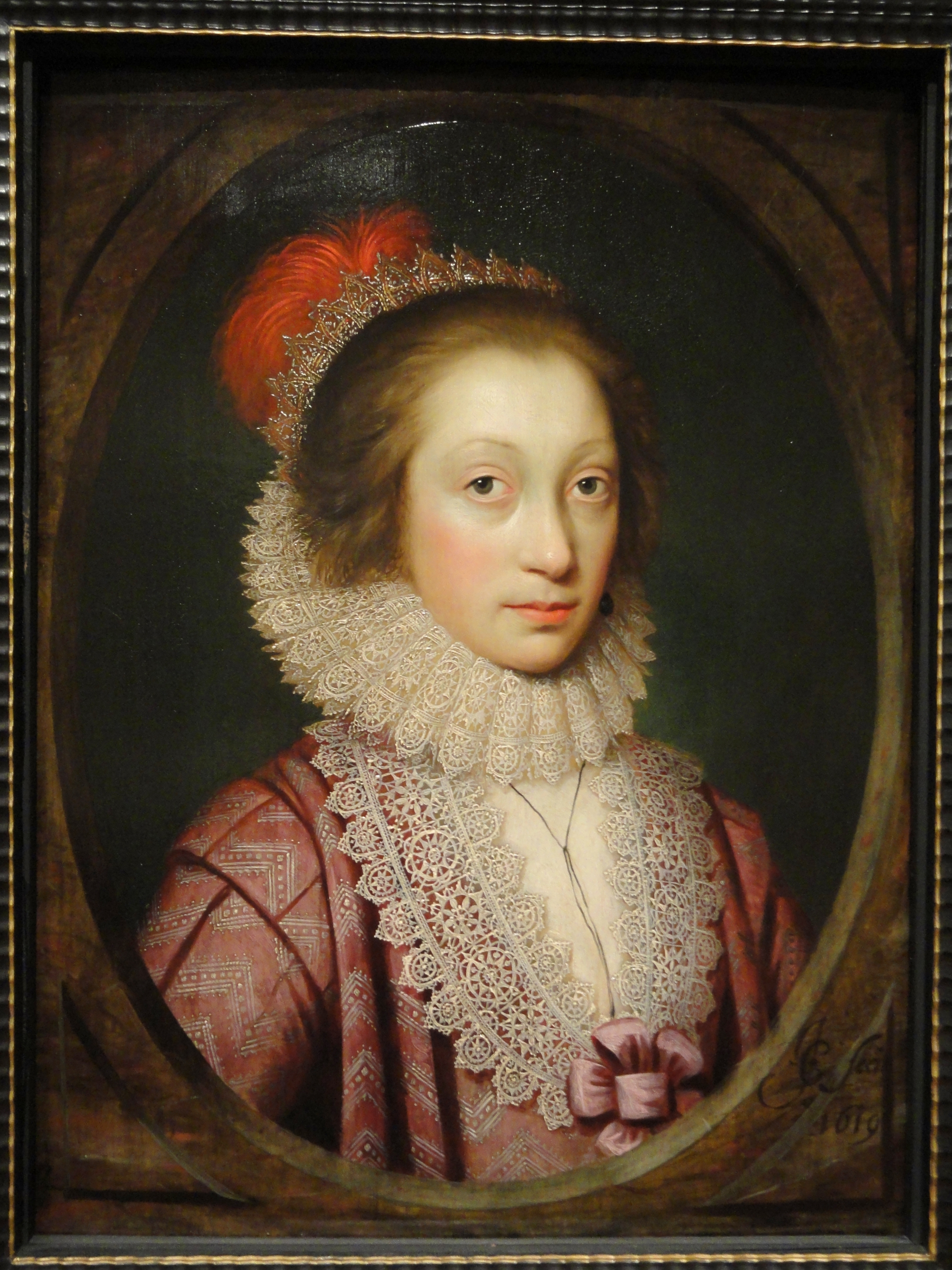
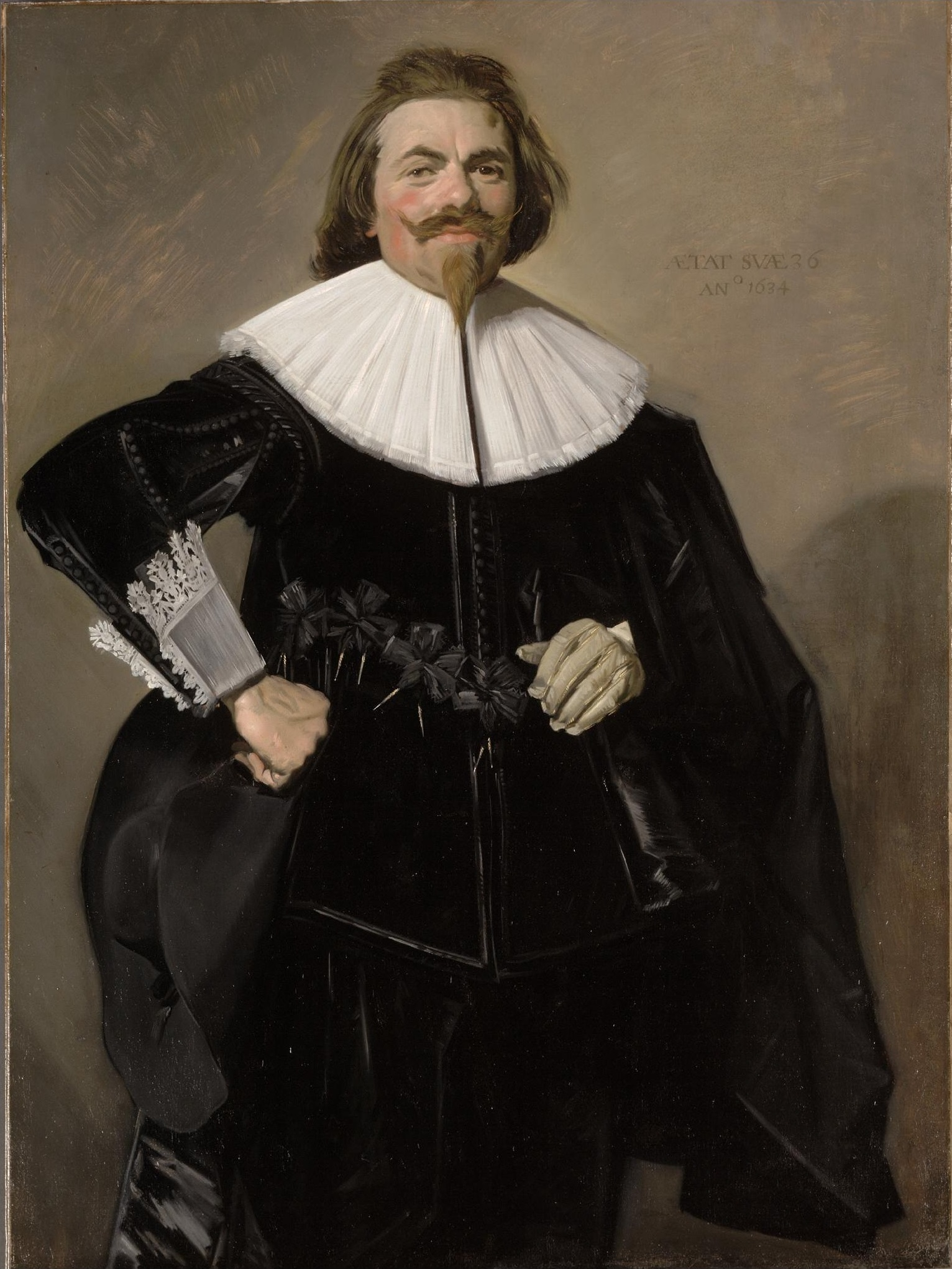
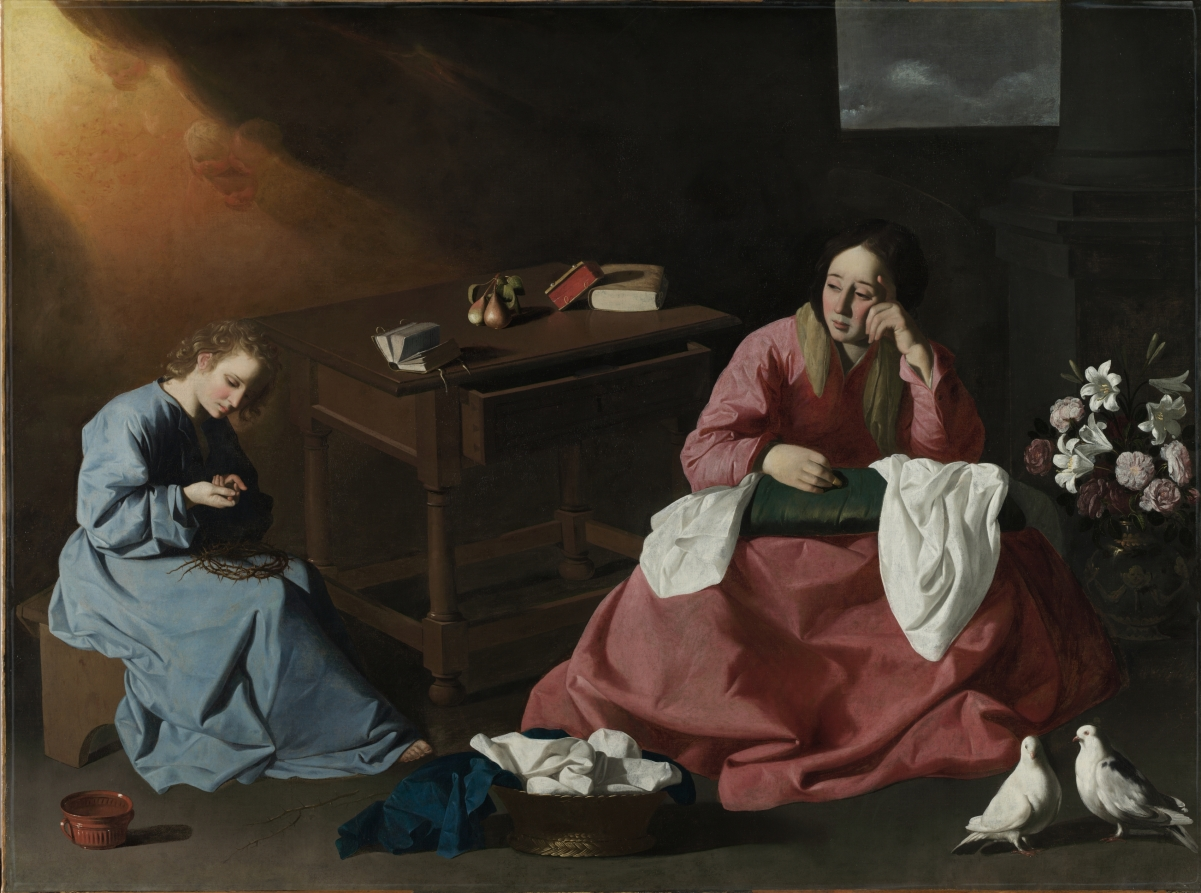
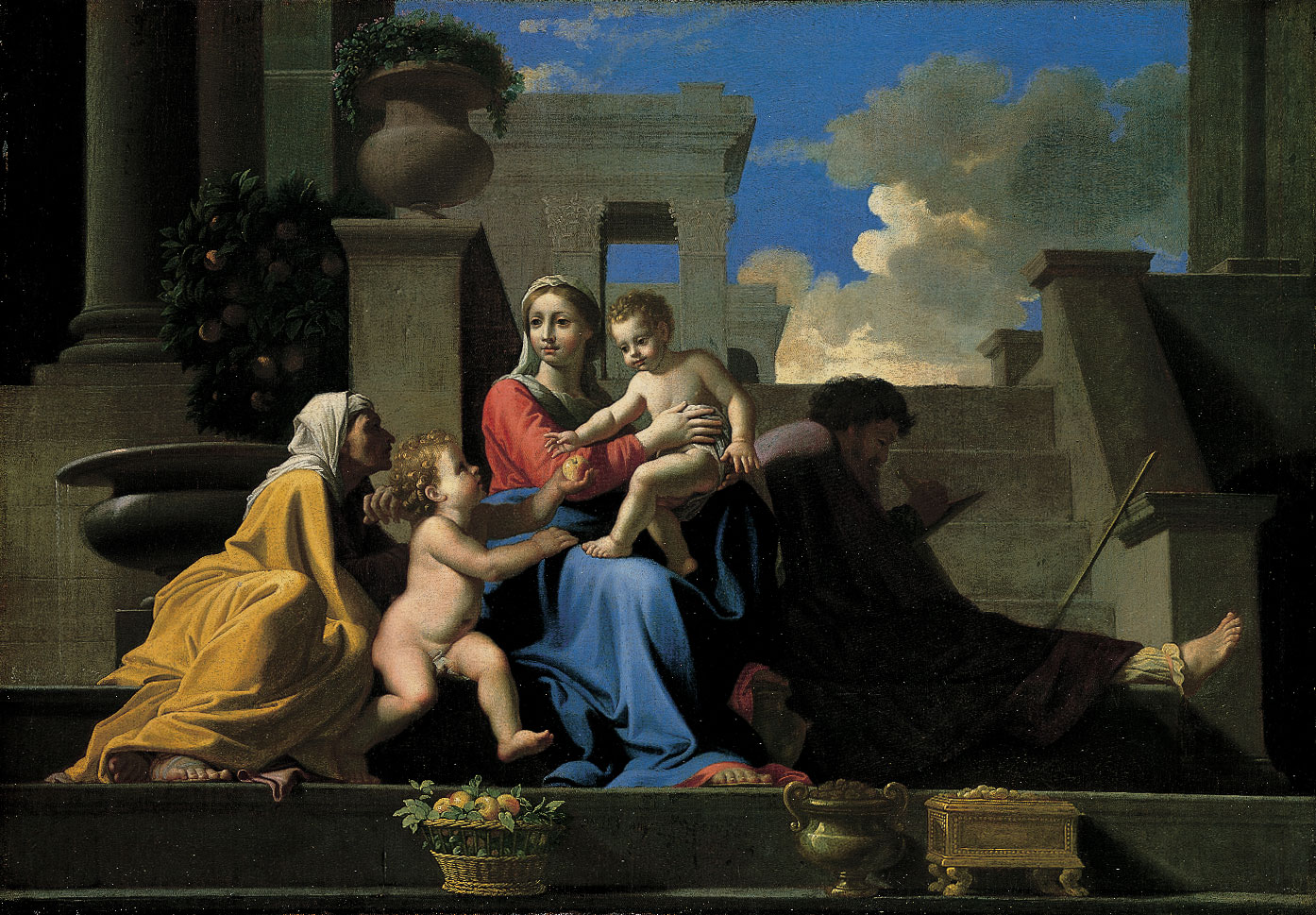
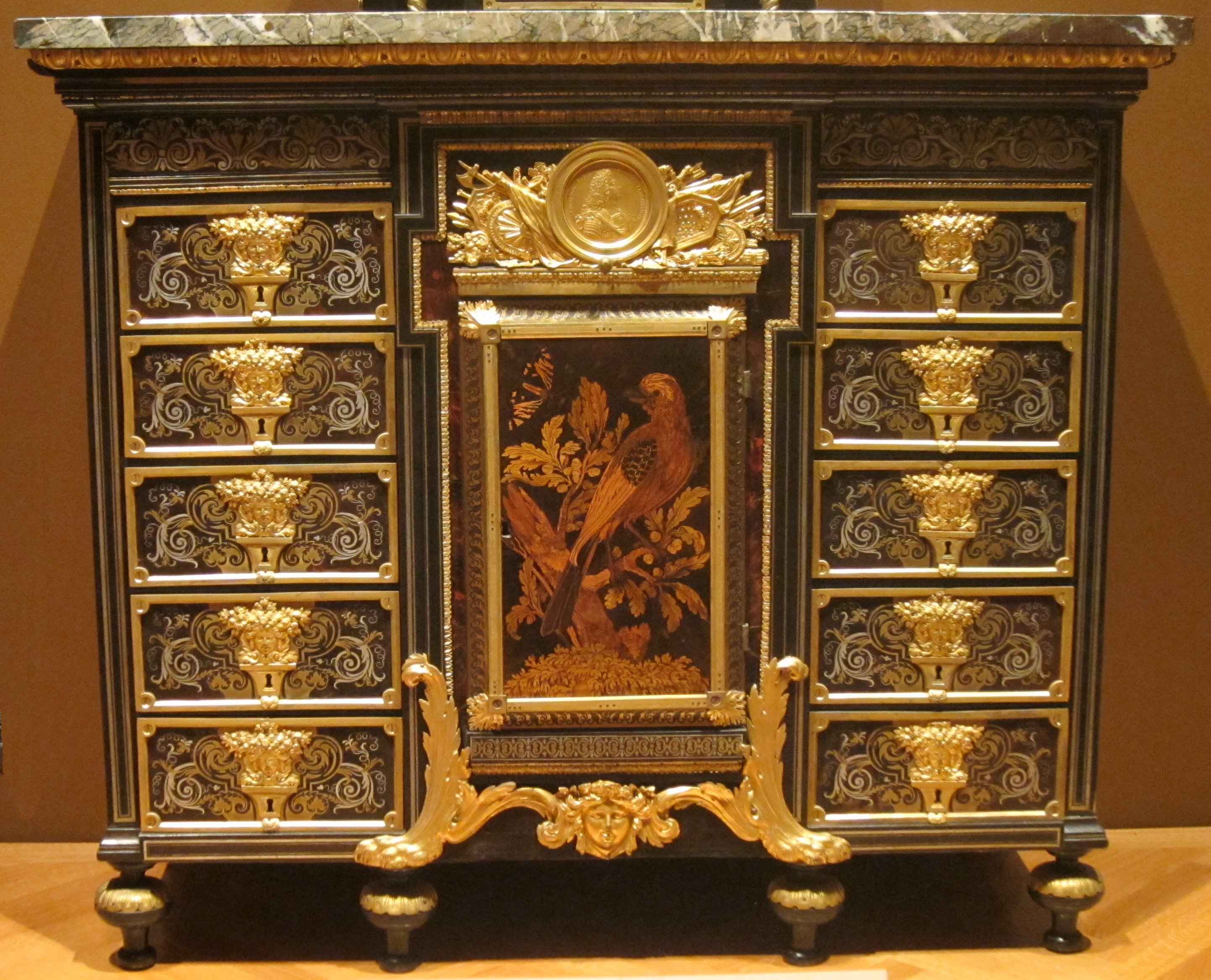
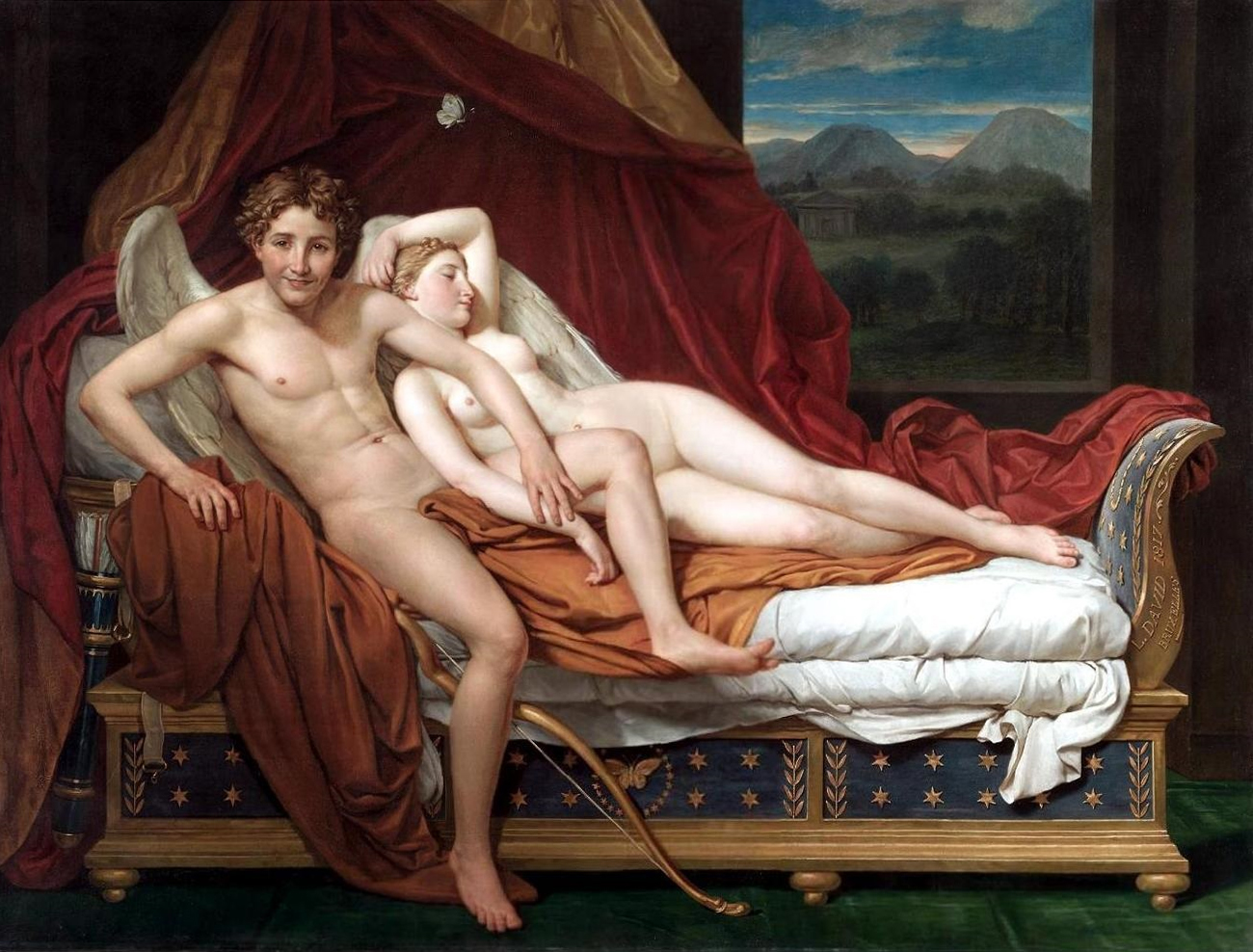
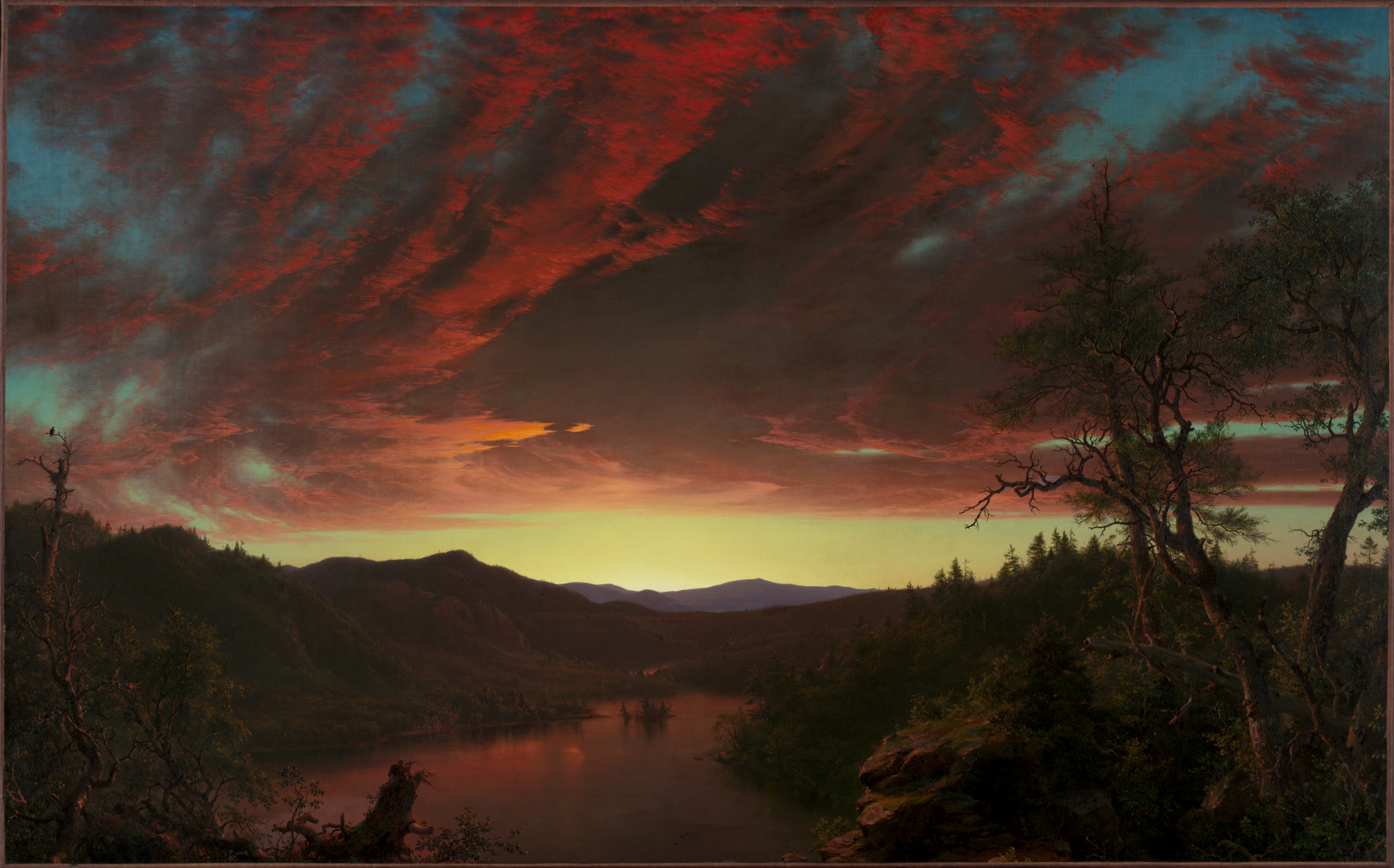
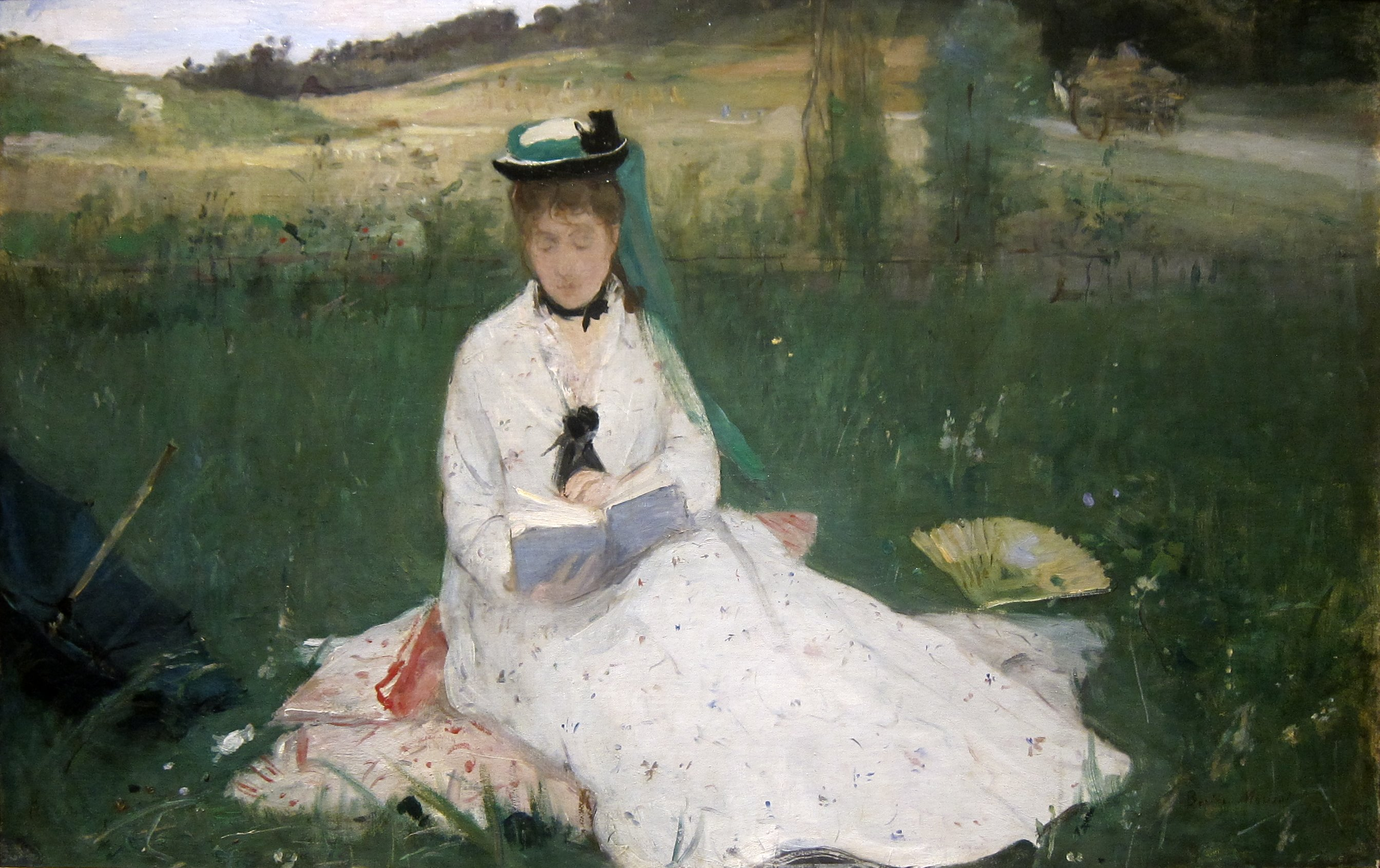
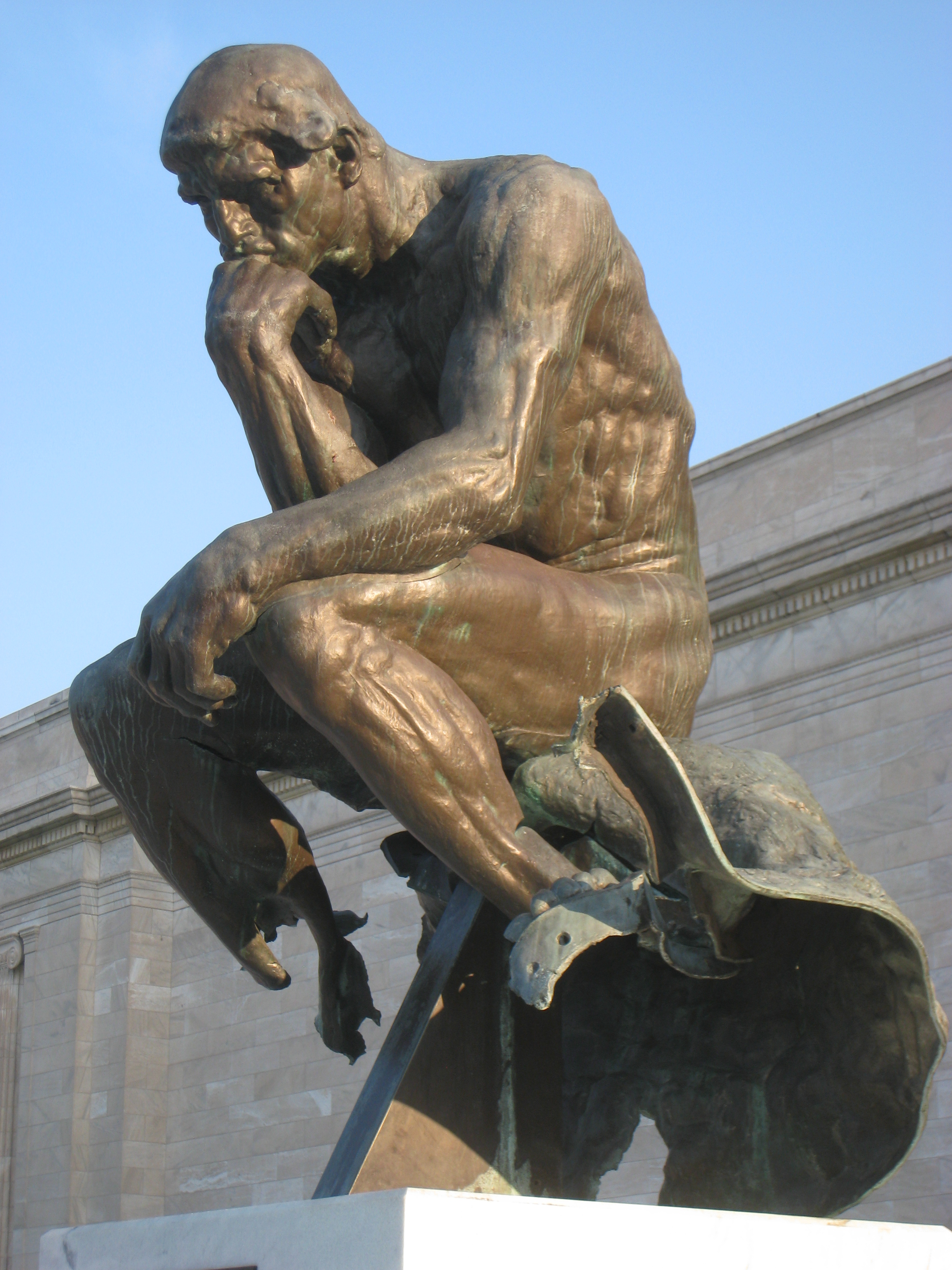
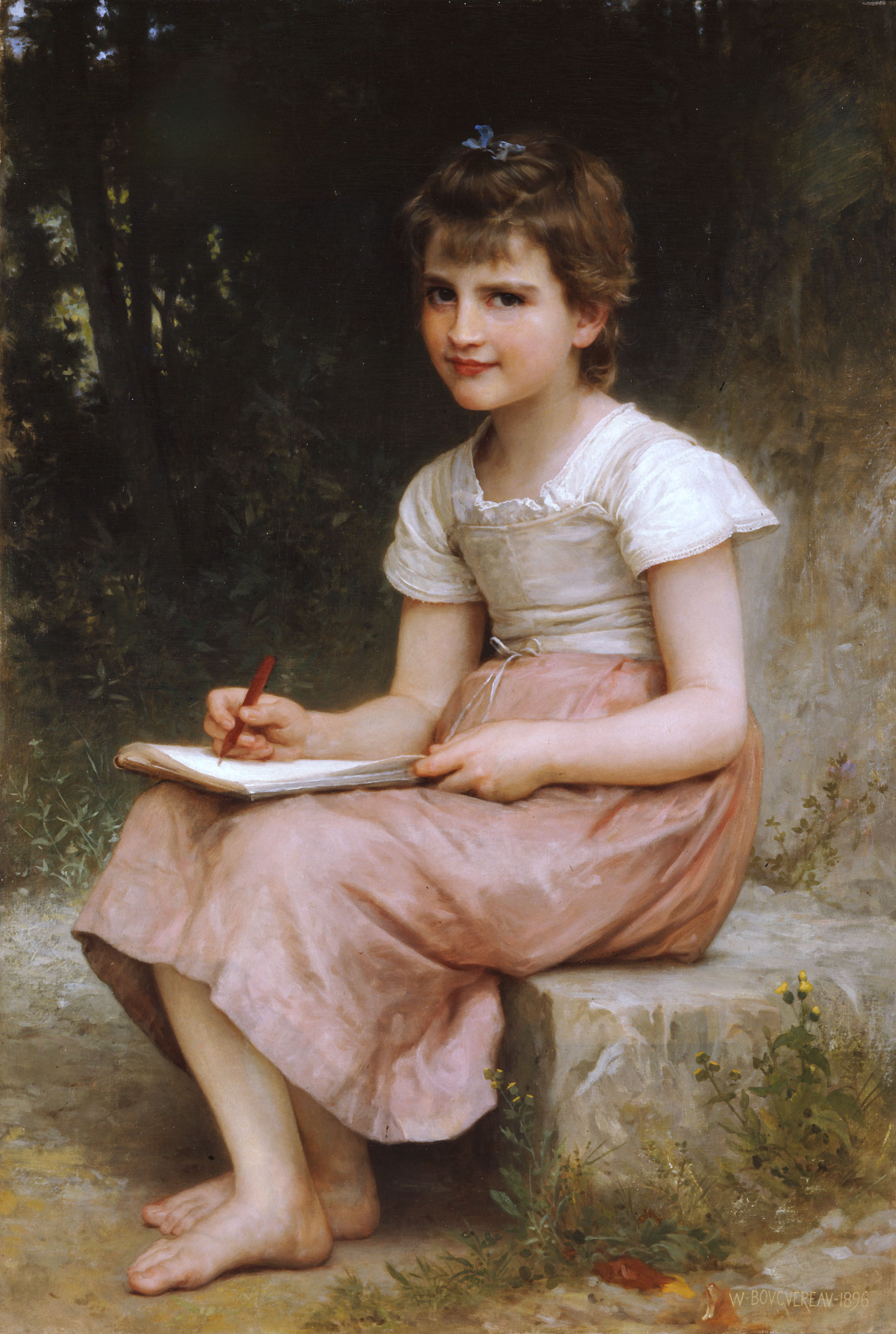
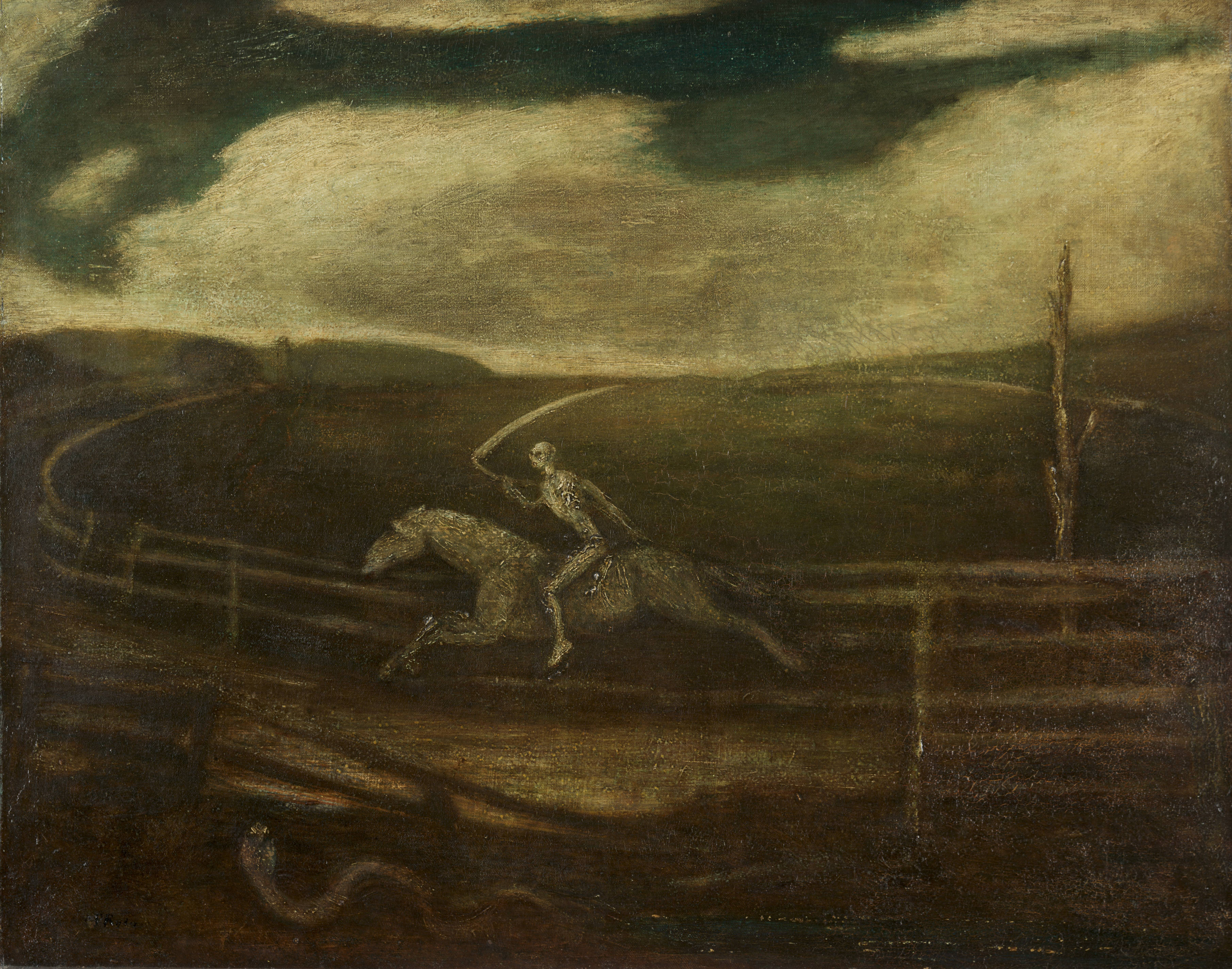
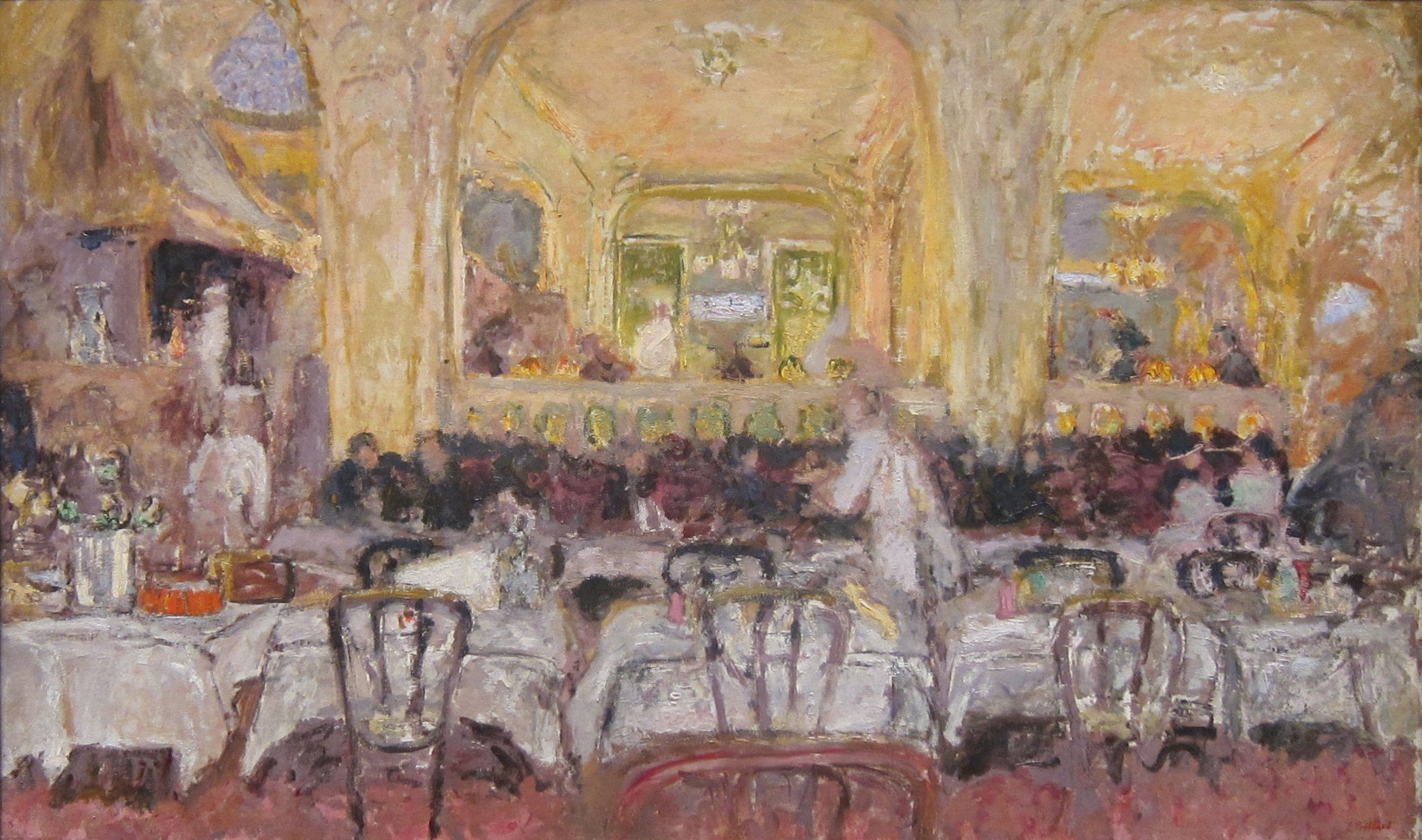
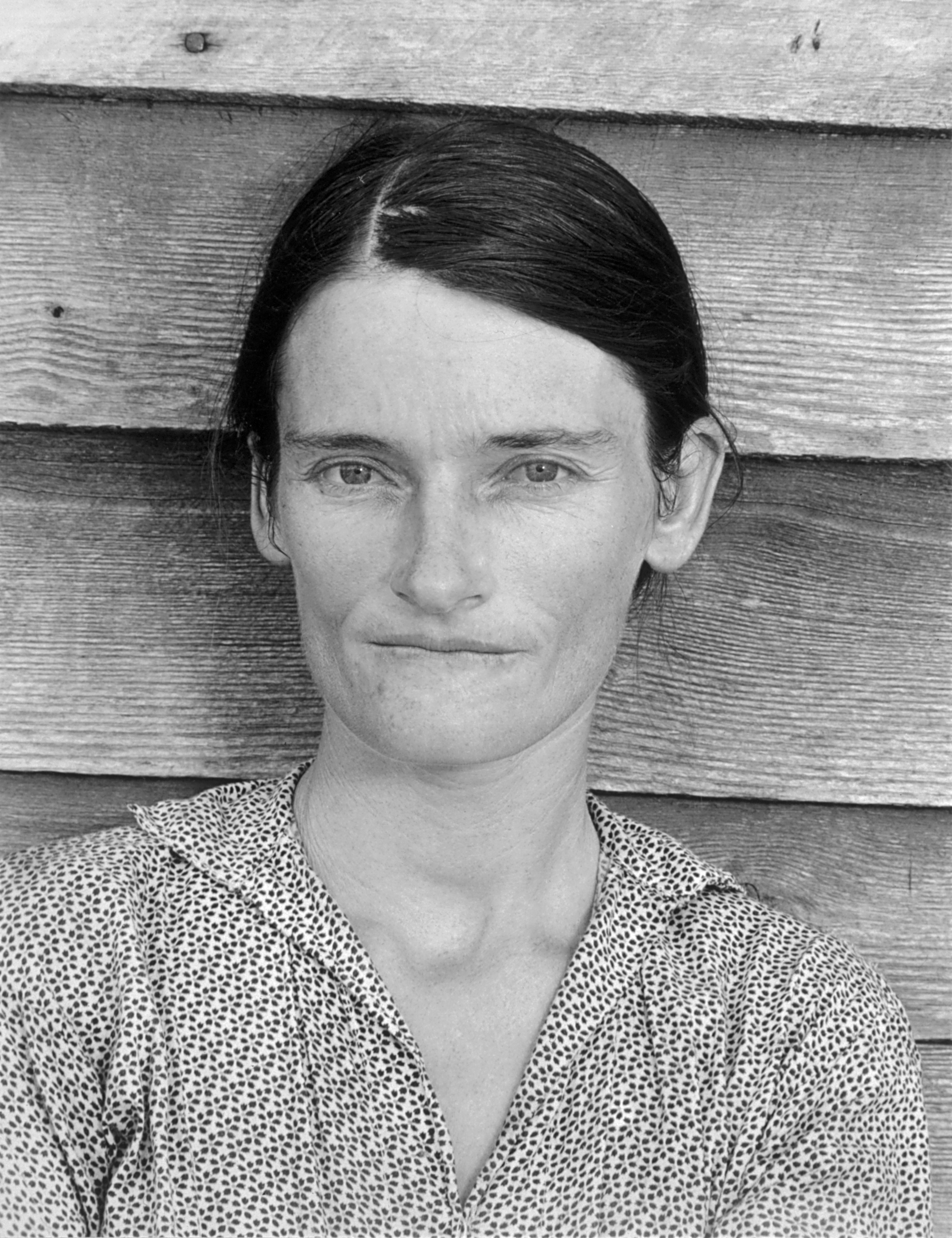
رنگ‌روغن روی بوم، ۱۹۰۸.
اثر آنری روسو